# Вассальо, Густаво
Густа́во Энри́ке Васса́льо Ферра́ри (исп. Gustavo Enrique Vassallo Ferrari; род. 6 сентября 1978, Чиклайо) — перуанский футболист. За свою карьеру выступал в перуанских, французских, бельгийских, итальянских и эквадорских клубах, самыми известными из них были «Ницца», «Спортинг Кристал», «Палермо» и «Эмелек». Выступая вне пределов Перу, Вассальо ничем себя не проявлял, часто оказывался на скамейке запасных. За сборную Перу Вассальо провёл 4 матча и забил 1 мяч.